# شورا نو مون
شورا نو مون(به ژاپنی:修羅の門 Shura no Mon) یک مانگای ژاپنی که توسط ماساتوشی کاواهارا نوشته شده‌است. این کتاب توسط انتشارات کودانشا منتشر شده‌است.